# Casa de los Sindicatos (Melilla)
La Casa de los Sindicatos es un edificio regionalista de la ciudad española de Melilla, situado en la avenida Duquesa de la Victoria, que forma parte del Conjunto Histórico Artístico de la Ciudad de Melilla, un Bien de Interés Cultural.

## Historia
Construido en 1940 según un proyecto de José Antón García para acoger el Central Obrera Nacional-Sindicalista, siendo ocupado por los sindicatos mayoritarios UGT, Comisiones Obreras, Central Sindical Independiente y de Funcionarios, etc tras la transición.

## Descripción
Consta de planta baja y tres plantas sobre ella y está construido en ladrillo macizo.
La baja esta estructurada con un soportal de vanos de arcos de medio punto, mientras una balconada retranquea la primera y segunda plantas, mientras la última se alza sobre pilastras y cuenta con ventanas de arcos de medio punto.